# Ríos Eska y Biniés
Ríos Eska y Biniés este o arie protejată (arie specială de conservare — SAC, sit de importanță comunitară — SCI) din Spania întinsă pe o suprafață de 288,67 ha, integral pe uscat.

## Localizare
Centrul sitului Ríos Eska y Biniés este situat la coordonatele 42°55′27″N 0°51′54″W / 42.9241°N 0.8651°V.

## Înființare
Situl Ríos Eska y Biniés a fost declarat sit de importanță comunitară în martie 1999 pentru a proteja 8 specii de animale. Situl a fost protejat și ca arie specială de conservare în august 2014.

## Biodiversitate
Situată în ecoregiunile alpină și mediteraneană, aria protejată conține 11 habitate naturale: Păduri pe pante, grohotișuri și ravene de Tilio-Acerion, Râuri cu maluri nămoloase cu vegetație de Chenopodion rubri p.p. și Bidention p.p., Pajiști cu Molinia pe soluri calcaroase, turboase sau argilos-nămoloase (Molinion caeruleae), Râuri de munte și vegetația lor lemnoasă cu Salix elaeagnos, Liziere de ierburi înalte hidrofile de câmpie și de nivel montan până la alpin, Păduri de Quercus ilex și Quercus rotundifolia, Lande oro-mediteraneene cu formațiuni endemice de grozamă, Pante stâncoase calcaroase cu vegetație casmofită, Formațiuni stabile xerotermofile de Buxus sempervirens pe pante stâncoase (Berberidion p.p.), Fânețe de joasă altitudine (Alopecurus pratensis, Sanguisorba officinalis), Izvoare petrifiante cu formare de travertin (Cratoneurion).
La baza desemnării sitului se află mai multe specii protejate:
- păsări (3): pescăruș albastru (Alcedo atthis), stârc cenușiu (Ardea cinerea), mierla de apă (Cinclus cinclus)
- mamifere (3): Galemys pyrenaicus, vidră de râu (Lutra lutra), liliacul mic cu potcoavă (Rhinolophus hipposideros)
- nevertebrate (1): Austropotamobius pallipes
- pești (1): Parachondrostoma miegii

Pe lângă speciile protejate, pe teritoriul sitului au mai fost identificate 4 specii de amfibieni, 2 specii de pești.